# Kemenesmagasi
Kemenesmagasi é um município da Hungria, situado no condado de Vas. Tem 33,19 km² de área e sua população em 2015 foi estimada em 804 habitantes.